# Johann III. von Diepholz
Johann III. von Diepholz (* im 14. Jahrhundert; † 22. März 1437 in Osnabrück) war von 1424 bis 1437 Bischof von Osnabrück. 

## Leben
Johann war ein Sohn des Grafen Konrad von Diepholz. Für seine Regierungszeit sind insbesondere Fehden und Streitigkeiten mit benachbarten Fürstentümern überliefert, vor allem mit der Grafschaft Hoya, der Stadt Herford, dem Hochstift Minden, aber auch im ostfriesischen Raum.
Auch im heimischen Osnabrück hatte Johann mit Feindseligkeiten zu kämpfen. Seine Wahl durch das Domkapitel war umstritten. Diese vollzog das Kapitel ohne Kenntnis der weltlichen Institutionen, was Rat und Bürgerschaft der Stadt Osnabrück veranlasste, den Osnabrücker Domhof zu belagern. Hierdurch sollte ihre Mitwirkung an zukünftigen Bischofswahlen durchgesetzt werden, was schließlich gelang. Darüber hinaus überschatteten Auseinandersetzungen im Domkapitel selber seine Regierungszeit.